# Pterospora andromedea
Pterospora andromedea är en ljungväxtart som beskrevs av Thomas Nuttall. Pterospora andromedea ingår i släktet Pterospora och familjen ljungväxter. Inga underarter finns listade i Catalogue of Life.

## Bildgalleri

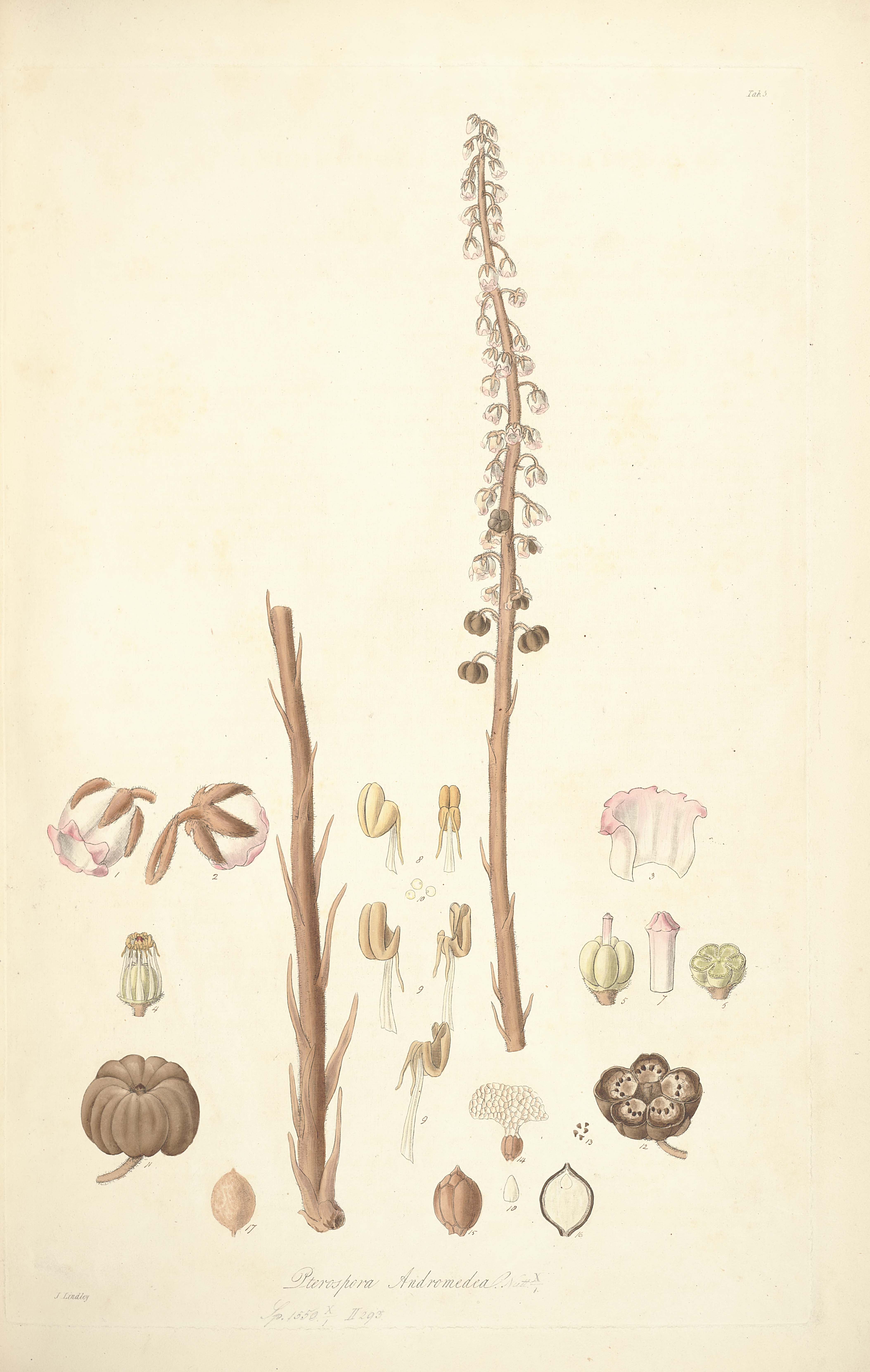
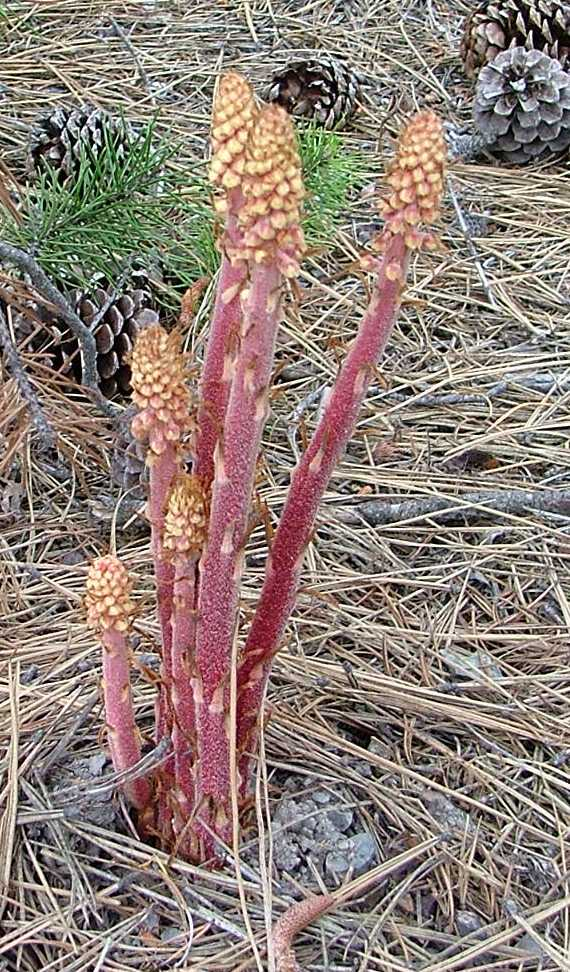
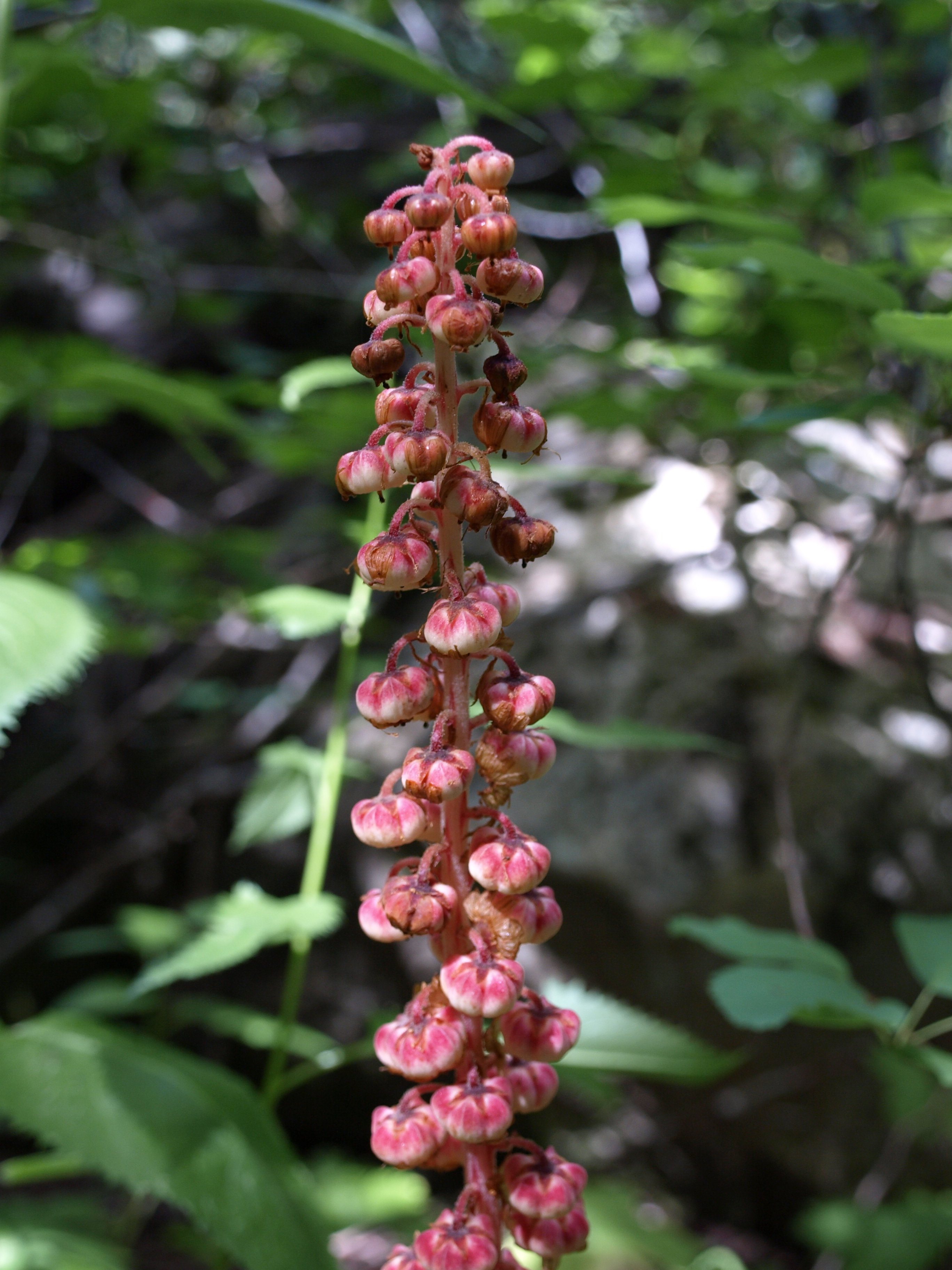
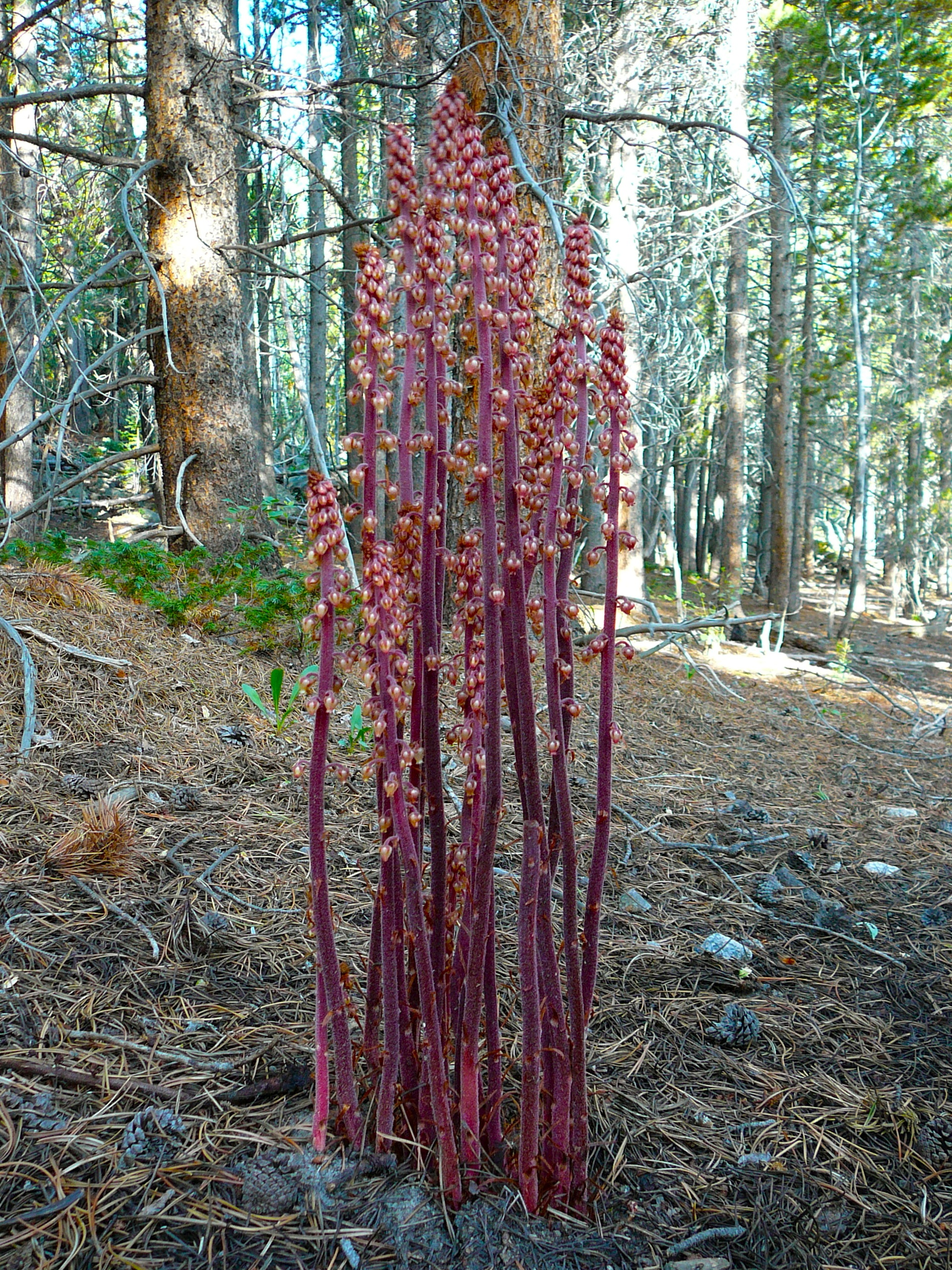
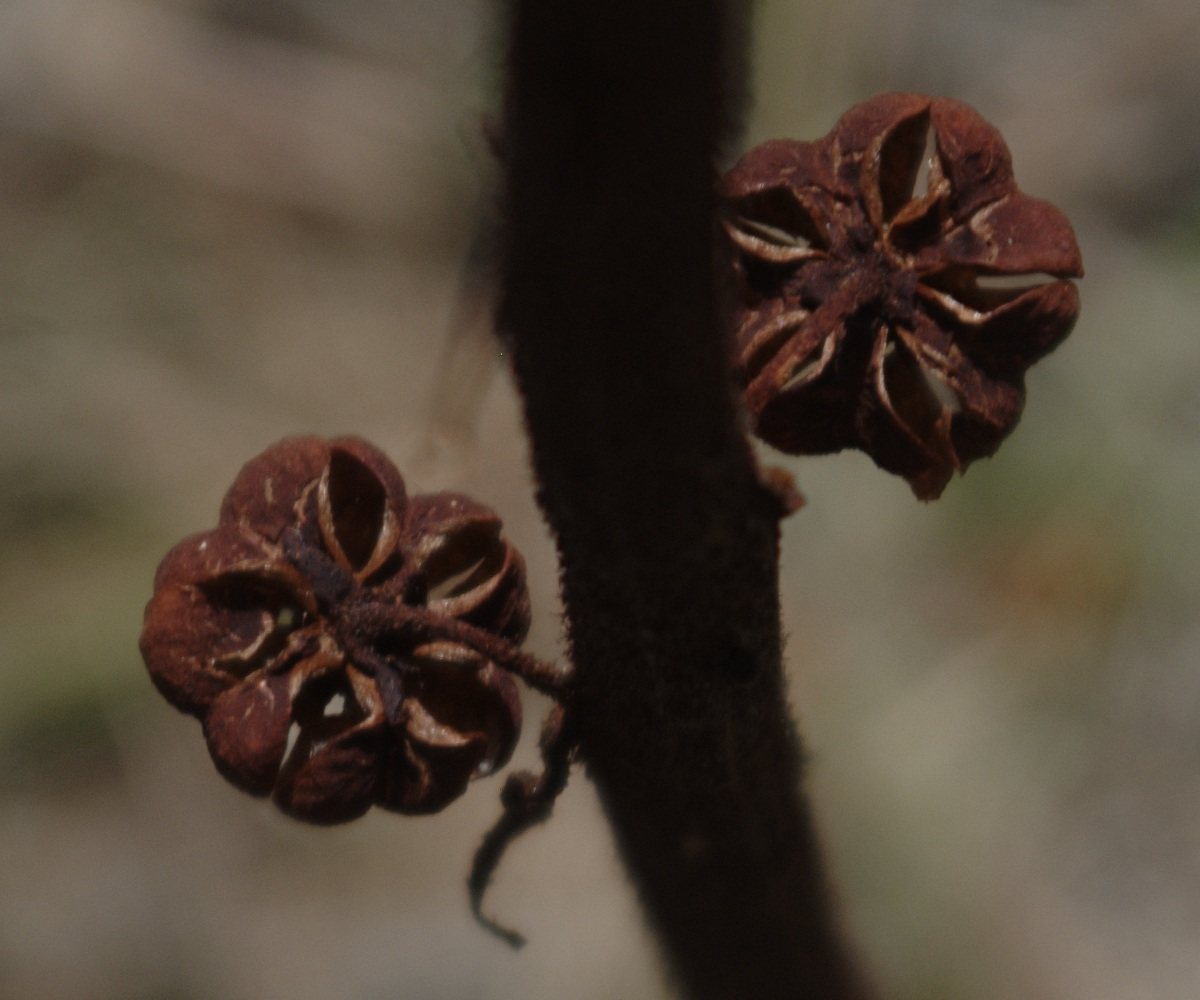
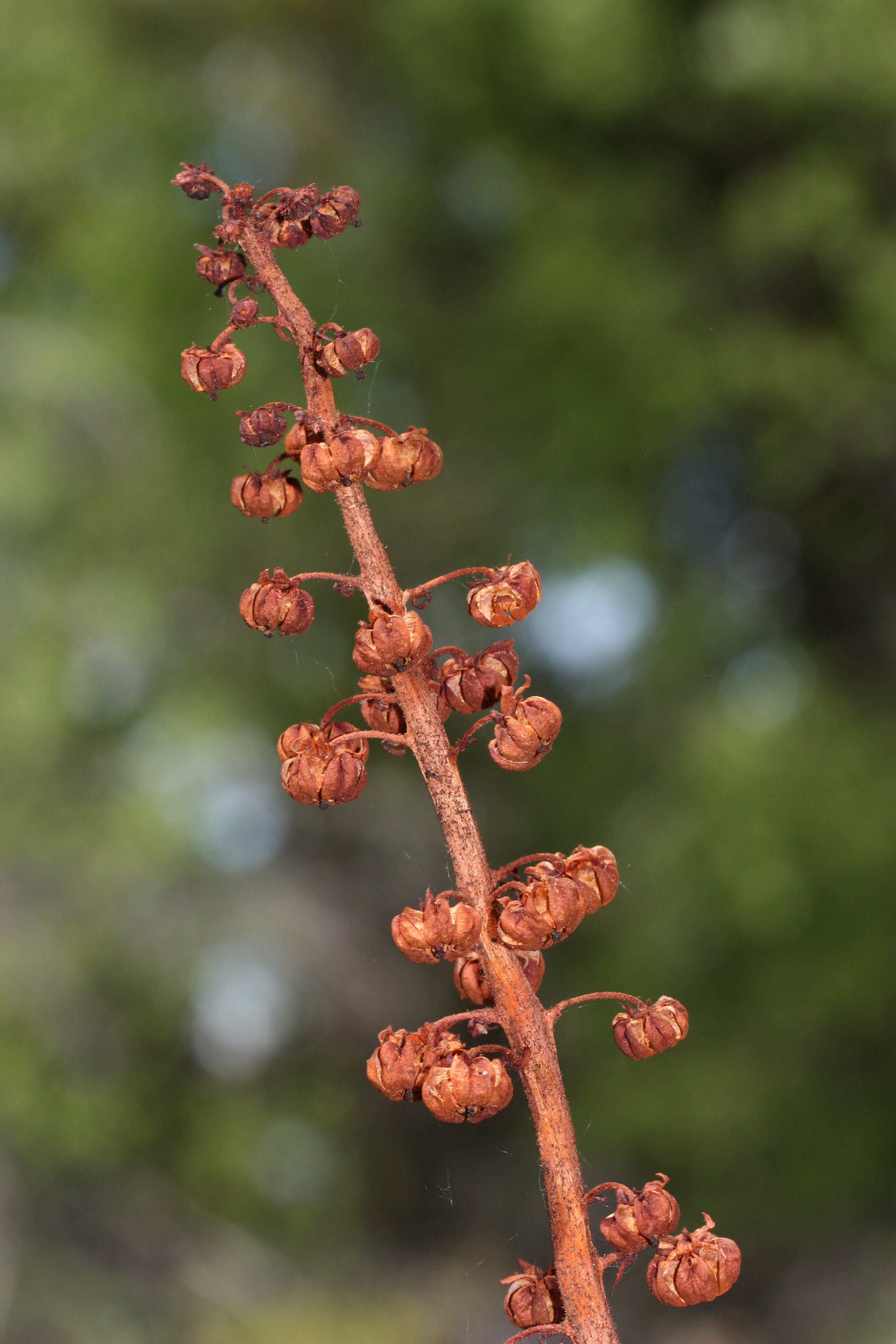